# Profunditerebra evelynae
Profunditerebra evelynae é uma espécie de gastrópode do gênero Profunditerebra, pertencente à família Terebridae.